# Verfrissingsdoekje

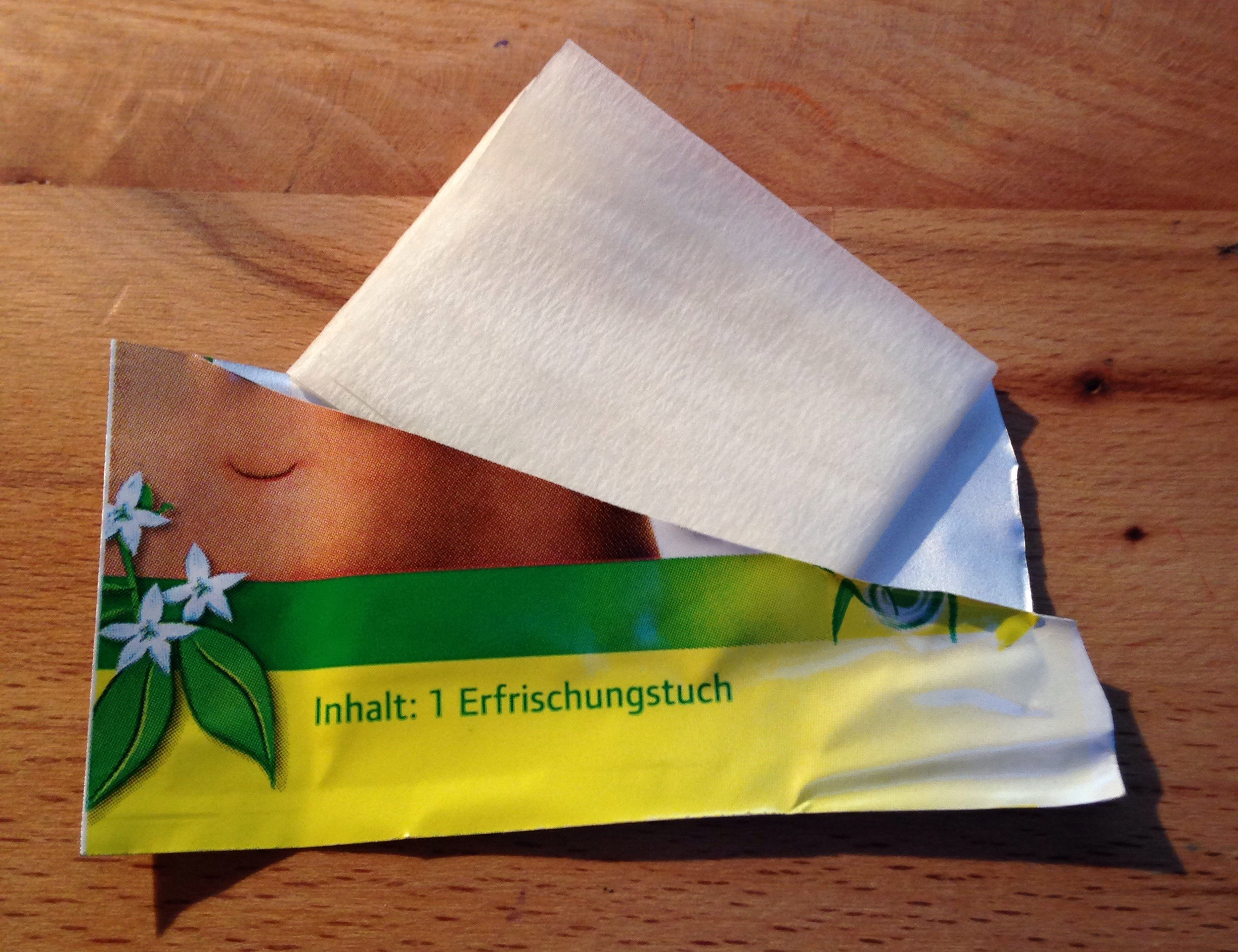
Verfrissingsdoekje

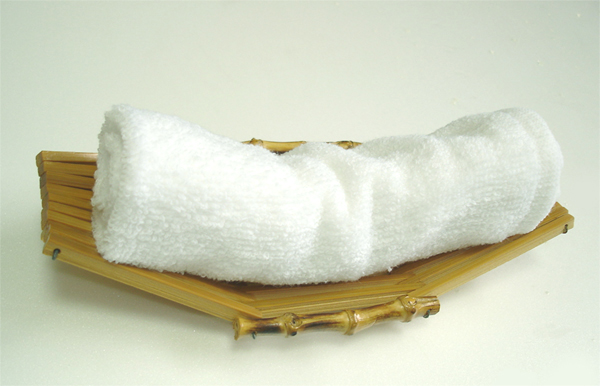
Japanse oshibori

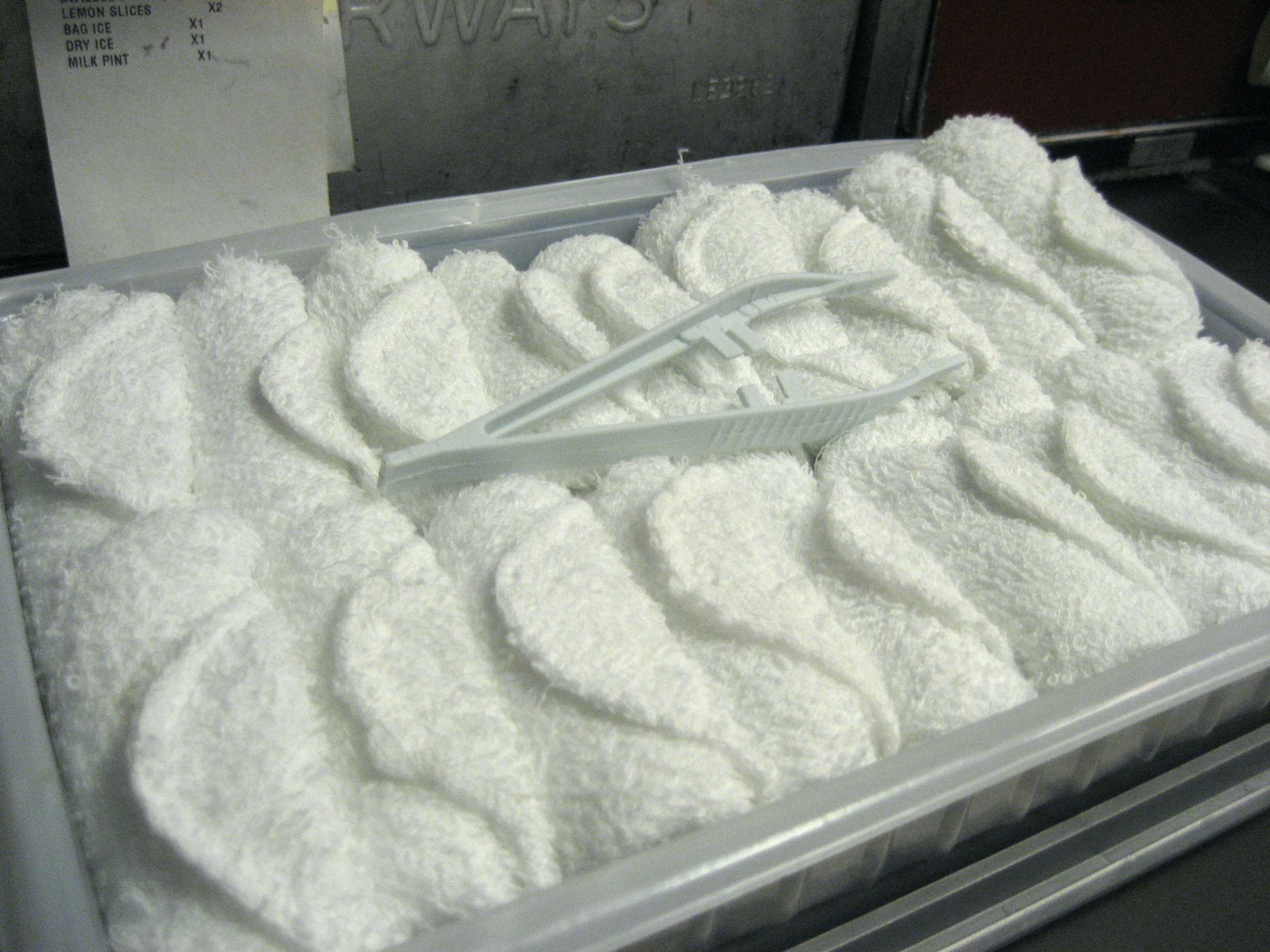
Doekjes aan boord van een vliegtuig

Een verfrissingsdoekje is een vochtig zakdoekje waarmee men zich kan opfrissen. Een verfrissingsdoekje kan van papier zijn en is dan voorverpakt in een aluminium verpakking en van tevoren bevochtigd met water maar meestal met een soort eau de cologne. De doekjes kan men bijvoorbeeld zelf bij een drogist aanschaffen. Ook worden de doekjes bij bepaalde gelegenheden gratis verstrekt bijvoorbeeld bij het gebruik van een maaltijd in een (fastfood) restaurant om zijn of haar handen mee te reinigen.
Er bestaan ook verfrissingsdoekjes van textiel. Deze krijgt men bijvoorbeeld na een lange vliegreis door een stewardess 
uitgereikt waarbij het doekje van tevoren door de stewardess wordt warmgemaakt en dan met een tang aan de passagier wordt uitgereikt die daarmee zijn of haar gezicht en handen kan opfrissen.